# Konrad Wurst
Konrad Wurst (* 30. Jänner 1998 in Bregenz) ist ein österreichischer Handballspieler.

## Karriere
Wurst spielte in seiner Jugend für Alpla HC Hard, zwischen der Saison 2015/16 und 2020/21 lief der Linkshänder für die Vorarlberger in der Handball Liga Austria auf. Seit 2021/22 läuft Wurst für die SG Fides/Otmar in der dritthöchsten Spielklasse der Schweiz auf.
Mit Alpla HC Hard gewann er in den Saisonen 2016/17 und 2020/21 die Österreichische Handballmeisterschaft sowie 2017/18 den ÖHB-Cup.

## HLA-Bilanz
| 2015/16   | Alpla HC Hard                                                   | HLA                                                             | 11                                                              | 2/3                                                             | 9                                                               |                                                                 |                                                                 |                                                                 |                                                                 |                                                                 |
| 2016/17   | Alpla HC Hard                                                   | HLA                                                             | 23                                                              | 7/8                                                             | 16                                                              |                                                                 |                                                                 |                                                                 |                                                                 |                                                                 |
| 2017/18   | Alpla HC Hard                                                   | HLA                                                             | 0                                                               | 0/0                                                             | 0                                                               |                                                                 |                                                                 |                                                                 |                                                                 |                                                                 |
| 2018/19   | Alpla HC Hard                                                   | HLA                                                             | 30                                                              | 0/0                                                             | 30                                                              |                                                                 |                                                                 |                                                                 |                                                                 |                                                                 |
| 2019/20   | Saison aufgrund der COVID-19-Pandemie in Österreich abgebrochen | Saison aufgrund der COVID-19-Pandemie in Österreich abgebrochen | Saison aufgrund der COVID-19-Pandemie in Österreich abgebrochen | Saison aufgrund der COVID-19-Pandemie in Österreich abgebrochen | Saison aufgrund der COVID-19-Pandemie in Österreich abgebrochen | Saison aufgrund der COVID-19-Pandemie in Österreich abgebrochen | Saison aufgrund der COVID-19-Pandemie in Österreich abgebrochen | Saison aufgrund der COVID-19-Pandemie in Österreich abgebrochen | Saison aufgrund der COVID-19-Pandemie in Österreich abgebrochen | Saison aufgrund der COVID-19-Pandemie in Österreich abgebrochen |
| 2020/21   | Alpla HC Hard                                                   | HLA                                                             | 14                                                              | 0/0                                                             | 14                                                              |                                                                 |                                                                 |                                                                 |                                                                 |                                                                 |
| 2015–2021 | gesamt                                                          | HLA                                                             | 78                                                              | 9/11 (82 %)                                                     | 69                                                              |                                                                 |                                                                 |                                                                 |                                                                 |                                                                 |

## Erfolge
- 2× Österreichischer Meister 2016/17, 2020/21
- 1× Österreichischer Pokalsieger 2017/18